# 바제가현

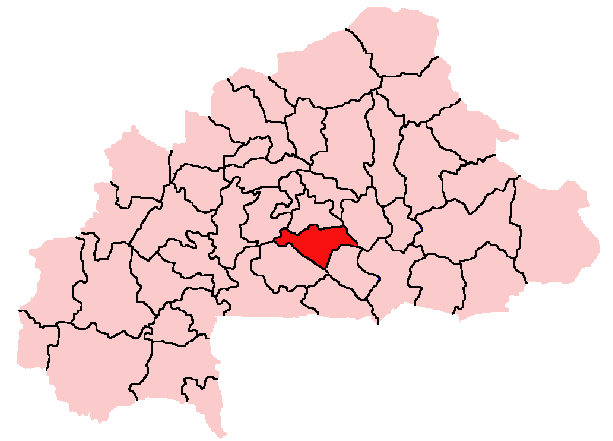
바제가현의 위치

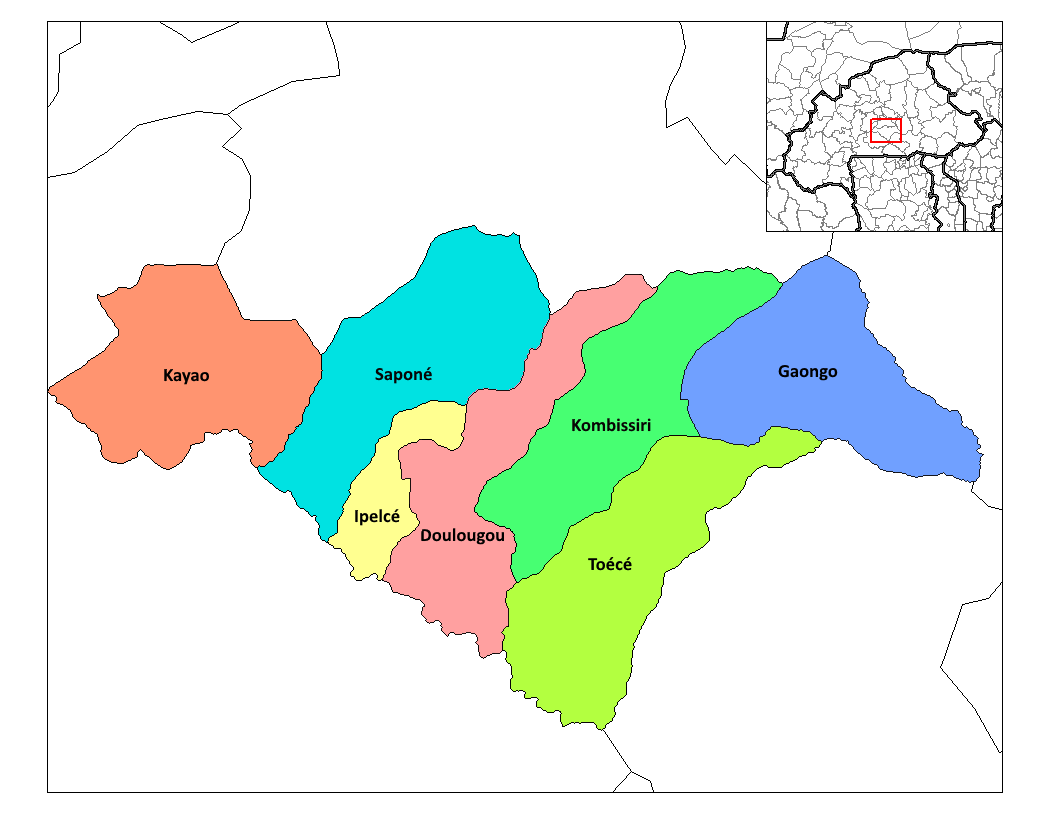
바제가현의 행정 구역

바제가현(프랑스어: Bazèga)는 부르키나파소 중남부주에 위치한 현으로, 현도는 콤비시리이며 면적은 5,882 km2, 인구는 238,202명(2006년 기준)이다. 7개 군(둘루구군, 가옹고군, 이펠스군, 카야오군, 콤비시리군, 사포네군, 토스군)을 관할한다.

## 같이 보기
- 부르키나파소의 주
- 부르키나파소의 현